# تپه امیرآبادکلک
تپه امیر آبادکلک مربوط به دوران پیش از تاریخ ایران باستان تا دوران‌های تاریخی پس از اسلام است و در شهرستان صحنه، بخش دینور، روستای امیرآباد واقع شده و این اثر در تاریخ ۴ خرداد ۱۳۸۴ با شمارهٔ ثبت ۱۱۸۱۳ به‌عنوان یکی از آثار ملی ایران به ثبت رسیده است.